# 印度河暴鳄属
印度河暴鳄属（学名：Induszalim，意为“印度河的残暴者”）是中真鳄类已灭绝的一个属，化石发现于巴基斯坦俾路支省的维达格里组。模式种兼唯一种巨型印度河暴鳄（I. bala）于2006年被命名和描述。

## 发现与命名
正模标本由一个吻突、两节尾椎、一个左胫骨、一个左腓骨、左尺骨、左肱骨、部分左股骨及髂骨组成，于2005年在巴基斯坦维达格里组的亚兰19号地（Alam 19 locality）发现。模式种巨型印度河暴鳄（Induszalim bala）由马尔卡尼（2006年）命名和描述。 
马尔卡尼（2006年）将2001年左右发现的一个吻突归入兽脚类恐龙维达格里龙，后来马尔卡尼（2015a）又将其重新归入印度河暴鳄。

## 分类
马尔卡尼（2015年）将印度河暴鳄归入中真鳄类。